# Colocleora refulgens
Colocleora refulgens är en fjärilsart som beskrevs av Claude Herbulot 1964. Colocleora refulgens ingår i släktet Colocleora och familjen mätare. Inga underarter finns listade i Catalogue of Life.